# Ryan Masson
Ryan Masson is een Amerikaans acteur.

## Biografie
Masson groeide op in Memphis (Tennessee) als zoon van Rick en Carla Masson. Hij speelde in toneelstukken op de middelbare school en studeerde biologie en Frans aan het College of Charleston. Vervolgens werd Masson toegelaten tot het California Institute of the Arts in Los Angeles.
Hij deed auditie voor de film Involution en werd geselecteerd uit meer dan 1000 kandidaten. In 2020 speelde hij de hoofdrol in de sciencefictionfilm Proximity. Op televisie had hij gastrollen in series zoals The OA, NCIS en The Last of Us.